# Astragalus varus
Astragalus varus är en ärtväxtart som först beskrevs av James Francis Macbride, och fick sitt nu gällande namn av Gomez-sosa. Astragalus varus ingår i släktet vedlar, och familjen ärtväxter. Inga underarter finns listade i Catalogue of Life.